# Tipula (Microtipula) proctotricha
Tipula (Microtipula) proctotricha is een tweevleugelige uit de familie langpootmuggen (Tipulidae). De soort komt voor in het Neotropisch gebied.